# Saint-Vincent-de-Tyrosse
Saint-Vincent-de-Tyrosse är en kommun i departementet Landes i regionen Nouvelle-Aquitaine i sydvästra Frankrike. Kommunen ligger i kantonen Saint-Vincent-de-Tyrosse som tillhör arrondissementet Dax. År 2022 hade Saint-Vincent-de-Tyrosse 8 051 invånare.

## Befolkningsutveckling
Antalet invånare i kommunen Saint-Vincent-de-Tyrosse
Referens:INSEE